# Kwantumschuim
De kwantumtheorie beschrijft het universum op de kleinst mogelijke schaal. Het gaat dan om elementaire bouwstenen van de grootteorde 10−35 meter, ongeveer 1020 keer kleiner dan de diameter van een proton. De theorie voorspelt dat op deze schaal de ruimtetijd zich voordoet als een schuimend geheel, het zogeheten kwantumschuim of ruimtetijdschuim. Dit schuim, dat een conceptueel gedachtegoed is, bestaat volgens verschillende theorieën uit Planckdeeltjes en minuscule zwarte gaten. Ook is het mogelijk dat wormgaten het schuim doorkruisen.
Het concept werd in 1955 naar voor gedragen door de Amerikaanse theoretisch natuurkundige John Wheeler.